# 托尼·海爾
托尼·海爾（英語：Tony Hale，1970年9月30日—）是一位美國男演員。他曾出演過多部戲劇，也參與演出過電影。以在《發展受阻》中飾演巴斯特·布拉斯而出名。

## 早年
他出生于美国纽约州西點，在佛羅里達州塔拉赫西長大，期間就曾在劇院參加過一些演出。1988年自當地的利奧高中（Leon High School）畢業。後入讀阿拉巴馬的桑福德大學，後來又在弗吉尼亞州的瑞金大學藝術傳媒學院攻讀碩士，1995年畢業。之後將近十年都居于紐約市。

## 外部連結
- 托尼·海爾在互联网电影资料库（IMDb）上的資料（英文）
- Tony Hale （页面存档备份，存于） at Rotten Tomatoes
- Tony Hale （页面存档备份，存于） at TV.com